# Palais des congrès de Yaoundé
Pour les articles homonymes, voir Palais des congrès.
Le palais des congrès de Yaoundé est un centre de congrès et de spectacles situé dans la ville de Yaoundé au Cameroun. Le palais des congrès de Yaoundé est le fruit de la coopération entre la Chine et le Cameroun.
Sept ans après la pose de la première pierre en 1975, il est inauguré le 12 mai 1982.

## Description
Le palais des congrès de Yaoundé, bâti sur une surface totale d'environ 180.000 m2, comporte de nombreuses salles réparties sur six étages. Il abrite des conférences, colloques, séminaires, ateliers et expositions culturelles.

## Architecture
L'architecture du palais des congrès de Yaoundé, construite par la coopération chinoise, a une vue panoramique sur la ville de Yaoundé.

## Salles
Le palais des congrès de Yaoundé dispose des salles de 25 à 2000 places et est constitué de 3 bâtiments :
- le premier bâtiment comporte l’hémicycle principal desservi par un hall, comportant les salons d’accueil ;
- le deuxième bâtiment inclut une salle de conférence, quatre salles de commission, ainsi que les bureaux de l’administration ; et enfin
- le troisième bâtiment est un hôtel de 126 chambres et sept suites pour accueillir des conférenciers et des invités.

## Réhabilitation
En août 2015, commence le projet de réhabilitation du palais des congrès de Yaoundé. Ce projet, d'un coût estimatif de 11 milliards de francs CFA, concerne le génie civil, l’alimentation en eau et le drainage, l’étanchéité des toits, la modernisation des façades, la réfection des baies vitrées, le revêtement des murs, le marbre, la climatisation, la modernisation des équipements.
En juillet 2017 s'achève la réhabilitation avec l'inauguration et la réouverture au public du palais des congrès relooké.

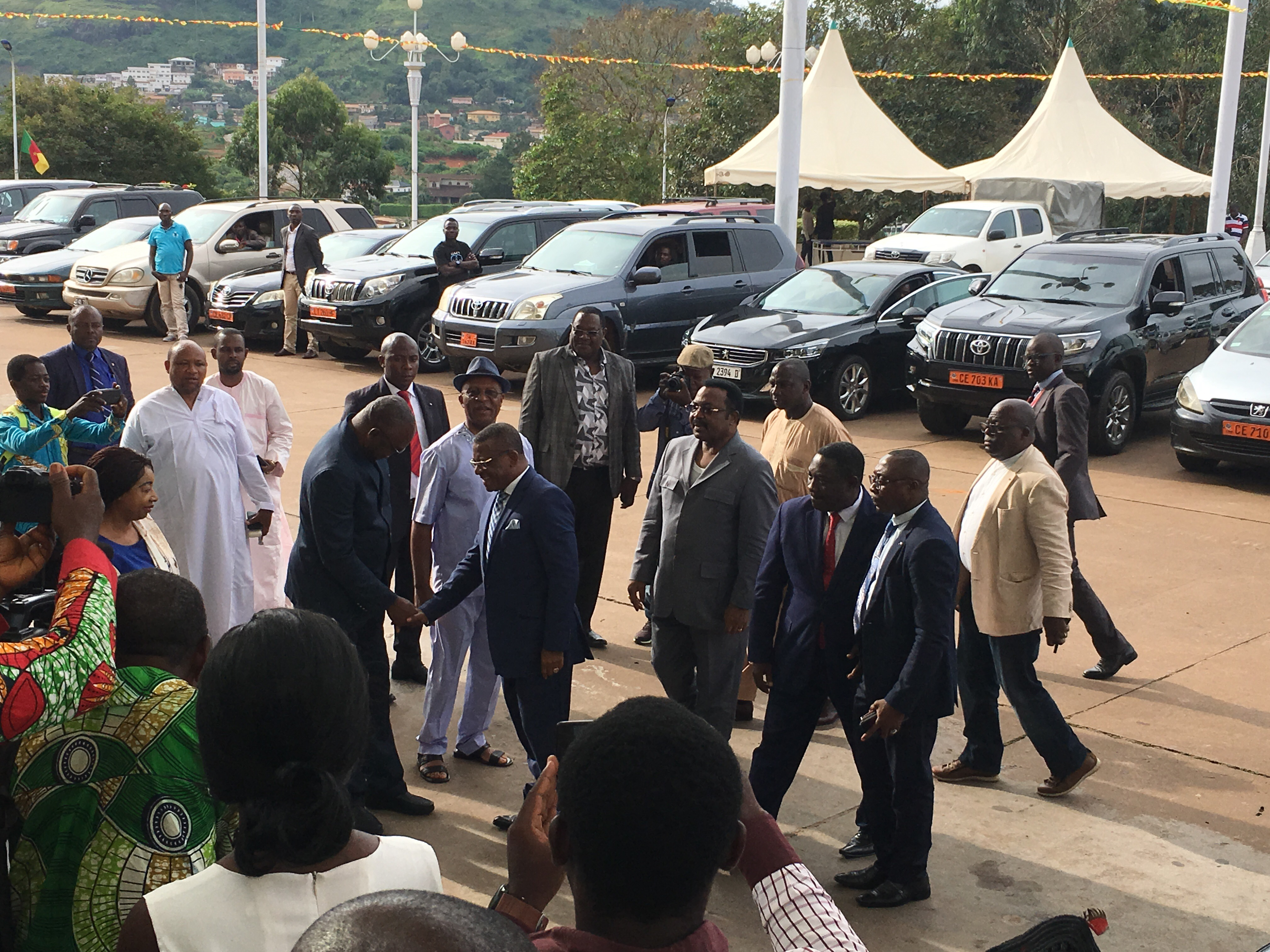
Joseph Dion Nguté, Premier ministre visite la salle des séances plénières du Palais des congrès à Yaoundé, le 29 septembre 2019.